# Ciocîntors
Ciocîntorsul (Recurvirostra avosetta) este o pasăre limicolă mare alb-negru din familia avocetelor și stilzilor, Recurvirostridae. Se reproduc în Europa temperată și în Palearctica până în Asia Centrală, apoi în Orientul Îndepărtat al Rusiei. Este o specie migratoare, iernând în Africa sau în sudul Asiei. Unii rămân să ierneze în cele mai blânde părți ale zonei lor, de exemplu în sudul Spaniei și în sudul Angliei. Ciocîntorsul este una dintre speciile cărora li se aplică Acordul privind conservarea păsărilor migratoare acvatice africano-eurasiatice (AEWA).

## Taxonomie
Avoceta a fost una dintre numeroasele specii de păsări descrise inițial de Carl Linnaeus în ediția a 10-a a Systema Naturae din 1758, unde i s-a dat numele binom de Recurvirostra avosetta. Această specie își primește numele științific din cuvântul venețian avosetta. A apărut pentru prima dată în Ornithologia lui Ulisse Aldrovandi (1603).  În timp ce numele se poate referi la ținute alb-negru purtate cândva de avocații sau avocații europeni, etimologia reală este incertă. 
Este una dintre cele patru specii de avocete care alcătuiesc genul Recurvirostra. Numele genului provine din latinescul recurvus, „curbat înapoi” și rostrum, „cioc”.  Un studiu din 2004 care combină genetica și morfologia a arătat că era cea mai divergentă specie din gen.

## Descriere
Ciocîntorsul este o pasăre vaditoare albă cu însemnări negre accentuate. Adulții au pene albe, cu excepția unei căciuli negre și a unor pete negre în aripi și pe spate. Au ciocuri lungi și îndreptate în sus și picioare albastre lungi. Lungimea acestei păsări este de aproximativ 16,5-17,75 inchi (41,9-45,1 cm), din care ciocul are aproximativ 2,95-3,35 inchi (7,5-8,5 cm) și picioarele au aproximativ 3-4 inchi (7,6-10,2 cm). Anvergura aripilor este de aproximativ 30-31,5 inchi (76-80 cm). Masculii și femelele arată la fel. Juvenilii seamănă cu adulții, dar au tonuri mai gri și sepia.
Strigătul păsării este unul sonor, lichid, melodic, asemănător cu sunetul "cluit cluit" și se poate auzi de la distanțe considerabile.

## Comportament
Aceste păsări se hrănesc în ape puțin adânci sărate sau pe nisipuri mlăștinoase, adesea trecându-și ciocurile de la o parte la alta în apă (o tehnică de hrănire unică pentru avocete). Ei mănâncă în principal crustacee și insecte.
Habitatul lor de cuibărit este reprezentat de lacuri puțin adânci cu apă sărată și mâl expus. Cuibăresc pe sol deschis, adesea în grupuri mici, uneori împreună cu alte păsări vaditoare. Depun trei până la cinci ouă într-o groapă tapetată sau pe un movilă de vegetație.

## În România
Specia cuibărește în România, mai ales de-a lungul Dunării și în Delta Dunării, dar și în Mlaștinile Satchinez, fiind o specie migratoare. Sosește începând cu lunile martie - aprilie și pleacă spre locurile de iernare în lunile septembrie - octombrie. Specia iernează în Africa, dar și în sudul Europei, astfel, în iernile mai blânde pot exista indivizi prezenți în România.